# Érosion
Pour les articles homonymes, voir Érosion (homonymie).

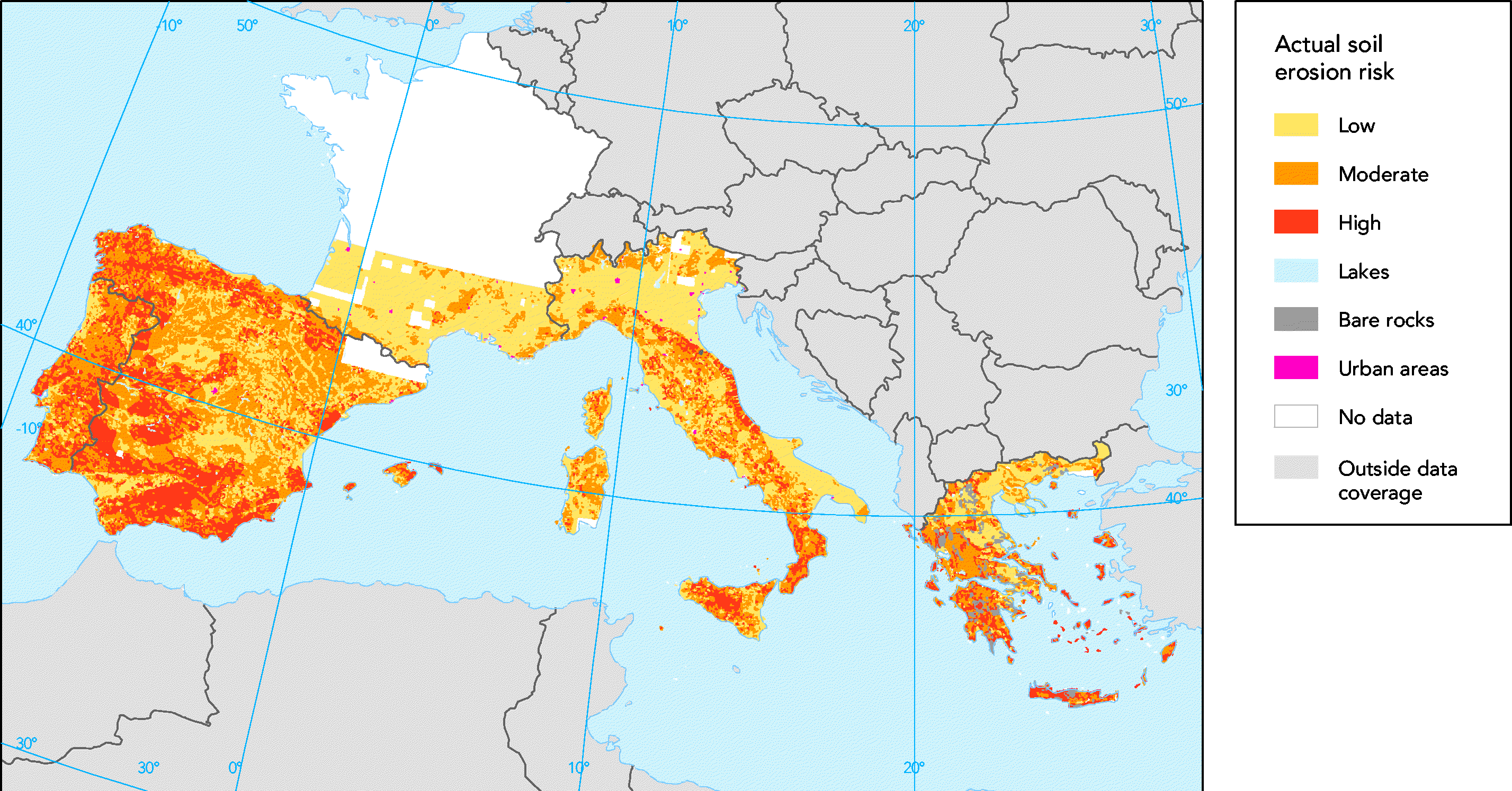
Risque d'érosion des sols (Europe méditerranéenne).
faible
modérée
élevé
lacs, mers, océans
roche nue
zones urbaines
absence de donnée
en dehors de l'objet de l'étude

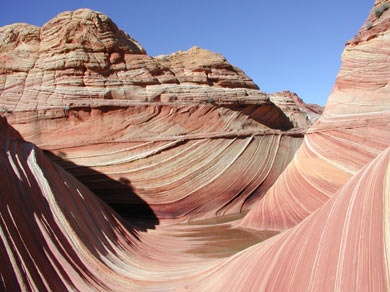
Effet de la combinaison de l'érosion éolienne et hydrique (Coyote Buttes, Vermilion Cliffs National Monument, États-Unis).

En géomorphologie, l’érosion est le processus de dégradation et de transformation du relief, et donc des sols, roches, berges et littoraux qui est causé par tout agent externe (donc autre que la tectonique).
Un relief dont le modelé s'explique principalement par l'érosion est dit « relief d'érosion ». Les facteurs d'érosion sont :
- le climat ;
- le relief ;
- la physique (dureté) et la chimie (solubilité par exemple) de la roche ;
- des facteurs écologiques et pédologiques (présence/absence de faune, fonge, couverture végétale et lichénique, …) et leur nature ;
- l'histoire tectonique (fracturation par exemple) ;
- l'action humaine (pratiques agricoles telles que labours, surpâturage, minéralisation des sols, cultures sur pentes, …), déforestation, imperméabilisation, artificialisation, urbanisation qui dans le monde prend une importance croissante et préoccupante[1].

L'érosion agit à différents rythmes et peut, sur plusieurs dizaines de millions d'années, araser des montagnes, creuser des vallées, faire reculer des falaises.
Des phénomènes naturels violents tels qu'une avalanche, un jökulhlaup, un lahar ou un orage peuvent modifier considérablement le paysage en quelques heures, voire en quelques minutes.

## Quantifications
L'« érosion totale » se calcule au niveau d'une section donnée d'un cours d'eau, en mesurant la quantité totale des produits transportés (y compris les particules fines idéalement). Puis on rapporte cette mesure à la superficie développée (réelle) du bassin-versant (et non celle qui est cartographiée en 2D). On obtient alors une quantité (en tonnes/km2/an) qui divisée par la densité (2,5 en moyenne) permet d'évaluer le volume initial de roche en place enlevée (en réalité il faudrait aussi tenir compte de l'érosion éolienne et chimique). La quantité en m3/km²/an équivaut à « une ablation (épaisseur uniformément répartie sur le bassin) en 0,001 mm/an ou mm/millénaire. On recherche des « ordres de grandeur » non des valeurs rigoureuses ».
Quelle que soit la cause de leur formation, les reliefs aussitôt formés sont la proie de l'érosion qui les détruit en moyenne au rythme de quelques centimètres par siècle, soit quelques dixièmes de mm par an. L'érosion des chaînes de montagnes jeunes est de l'ordre de 200 m/Ma, celle de l'ensemble des continents serait en moyenne de 50 m/Ma.

### Taux moyen d'érosion à l'échelle du globe terrestre
« À l'échelle du globe, une érosion moyenne totale (substances dissoutes et solides) de 20 mm/1 000 ans sur les plaines et 200 mm/1 000 ans en montagne semble raisonnable. Rapportée à la surface de la Terre, l'érosion serait de 50 ± 20 m3/km2/an, soit 50 mm par millénaire ou 50 m par million d'années. En l'absence d'orogenèse, et compte tenu du réajustement isostatique, on peut estimer que l'altitude moyenne des continents, actuellement de 840 m serait en 100 Ma réduite à moins de 2 m ».

## Mécanismes de l'érosion

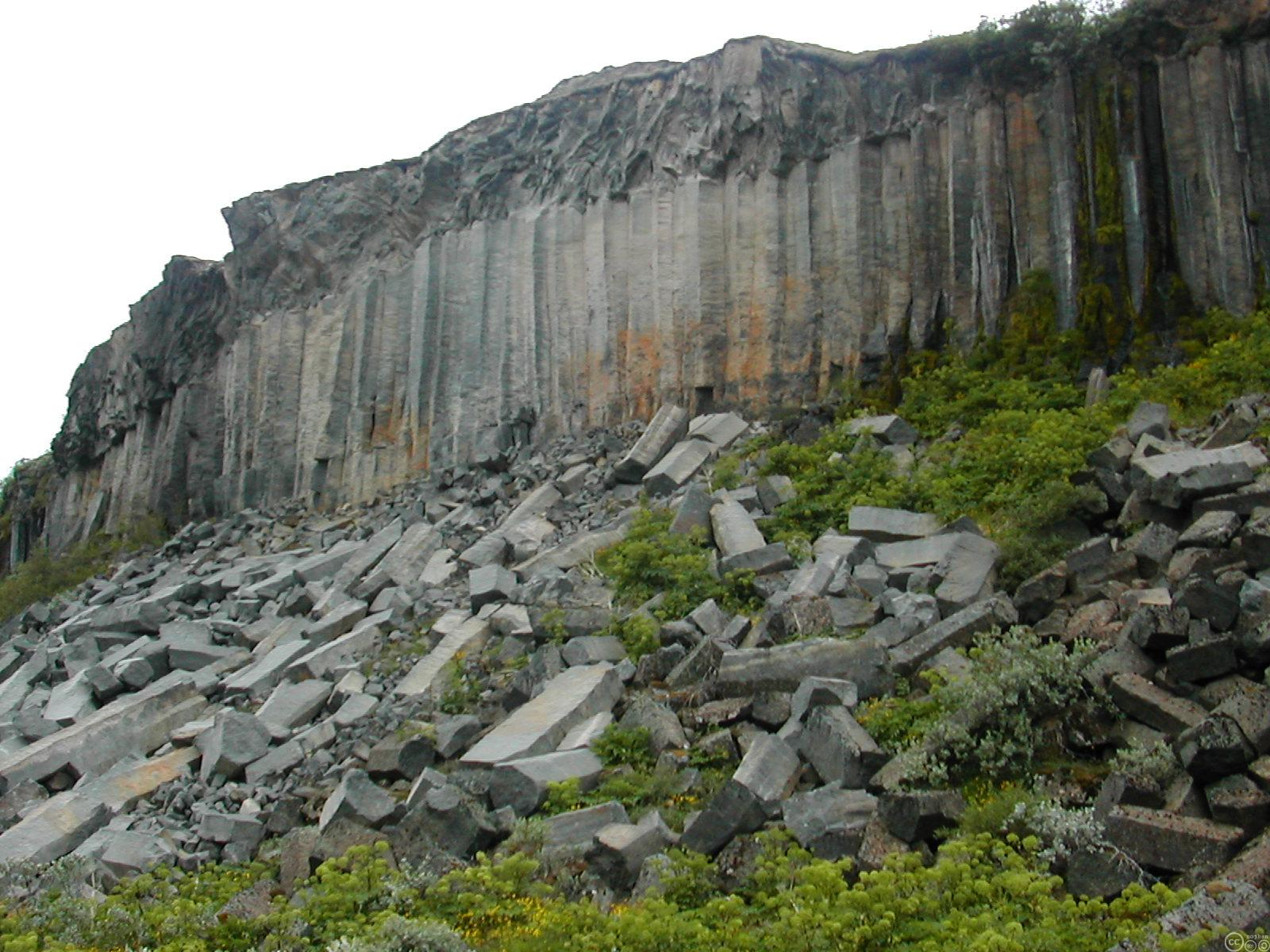
Érosion des colonnes basaltiques, Islande.

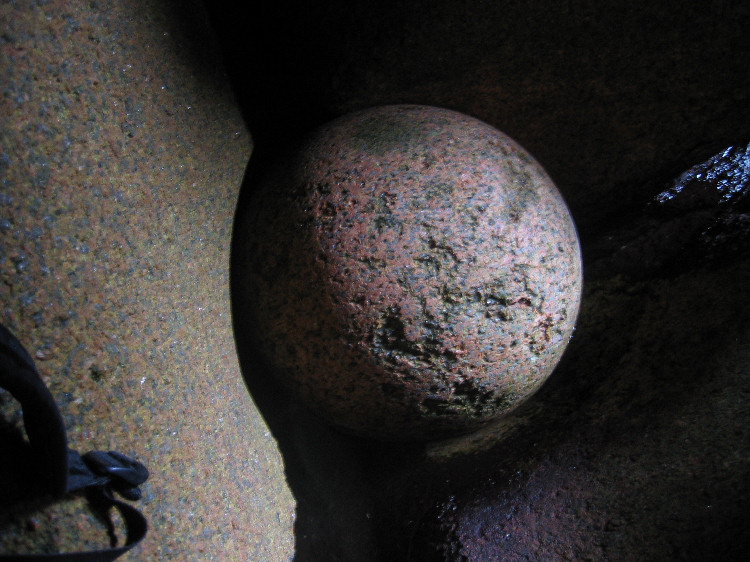
Sphère quasi parfaite taillée dans le granite rose de Bretagne, à Trégastel, (Côtes-d'Armor, France).

Dans les processus d'érosion, on distingue généralement trois phases distinctes :
- destruction du matériel rocheux (ablation du matériel) ;
- transport ;
- accumulation des débris (dépôt du sédiment).

L'érosion implique une désagrégation superficielle de la roche ou du sol et le transport de ces matériaux, ce qui la distingue de la météorisation. Elle se produit sur place, et produit des débris.
Le degré d'érosion dépend des caractéristiques de la roche :
- de la dureté (voir échelle de Mohs) et de la cohésion de ses minéraux ;
- de sa dilatation thermique ;
- des réactions chimiques possibles entre ses minéraux et le milieu.

### Érosion mécanique
La désagrégation mécanique se produit sous l'action d'une force physique qui arrache des morceaux de roche plus ou moins volumineux :
- éclatement dû au gel ou à la chaleur ;
- usure par frottement : glacier, écoulement d'eau (cavitation[réf. nécessaire]) ou vent ; ce sont les débris charriés par ces facteurs (rochers, graviers, quartz ou sable) qui sont efficaces dans le processus d'érosion. L'érosion mécanique est particulièrement active dans les milieux froids (gels et dégels) et/ou arides.

#### Érosion par l'eau

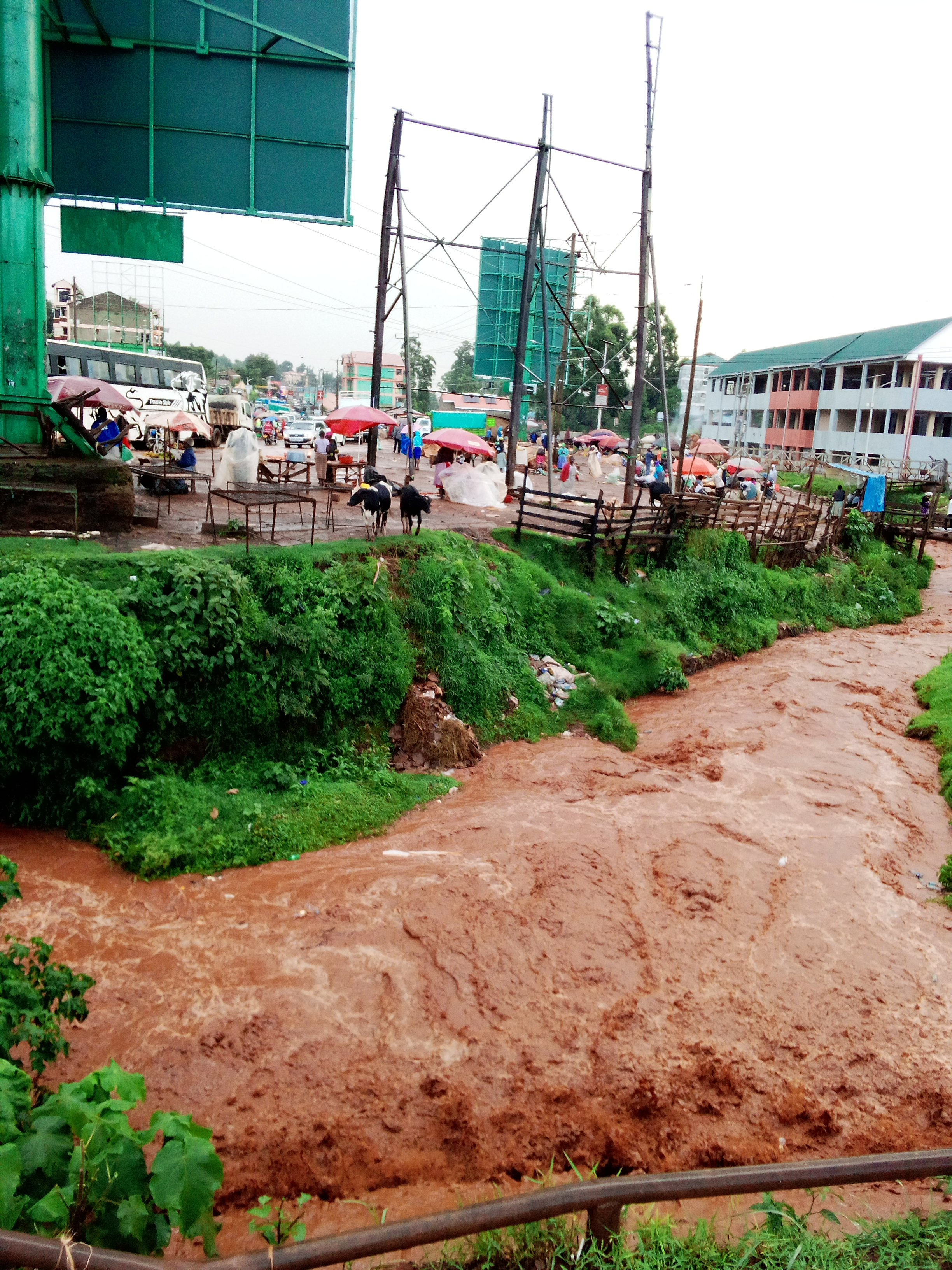
Érosion fluviatile au Kenya.

Elle est mécanique et chimique, avec comme principales altérations : l'hydroclastie, l'effet splash (impact des gouttes d'eau qui tombent sur le sol), la reptation, la solifluxion. L'érosion par l'eau est renforcée par la pente (torrents) et est un facteur de transport à plus ou moins longue distance de polluants du sol (dont pesticides agricoles ou de la vigne). Sur le littoral, il faut tenir compte des vagues et des courants. Dans les fleuves ou canaux, c'est le batillage qui accélère l'érosion.

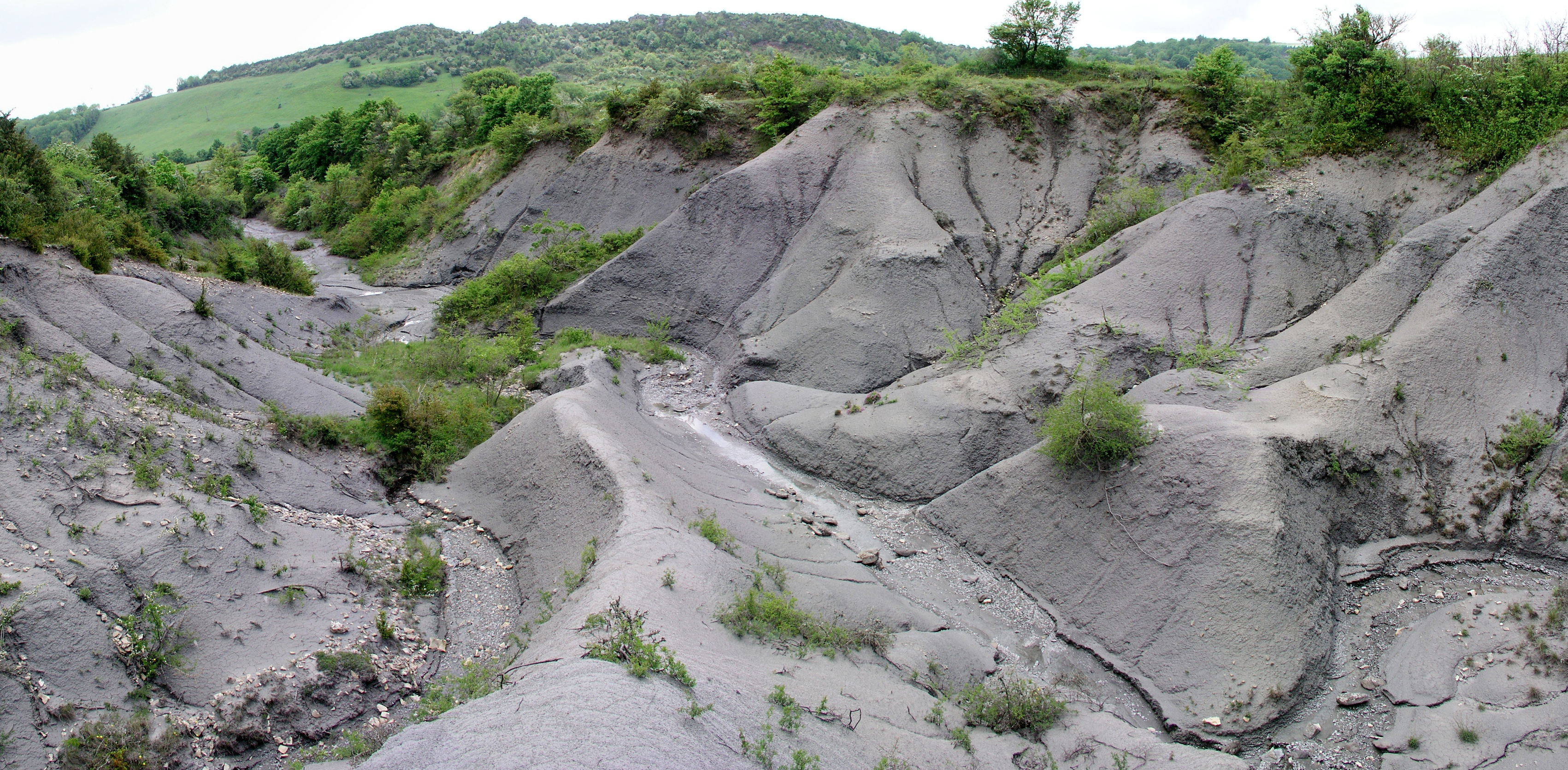
Érosion des marnes du Lias dans la boutonnière des Sièges, causse du Larzac (Les Rives, Hérault, France).

Si un fluide comme l'eau coule, il peut se charger de particules en suspension. La vitesse de sédimentation est la vitesse minimale qu'un flot doit avoir pour transporter, plutôt que déposer, des sédiments et est donnée par la loi de Stokes :
{\displaystyle w={\frac {(\rho _{p}-\rho _{f})gr^{2}}{4.5\mu }}}
où w est la vitesse de sédimentation, ρ est la masse volumique (les indices p et f indiquent particule et fluide respectivement), g est l'accélération due à la gravité, r est le rayon de la particule et μ est la viscosité dynamique du fluide.
Si la vitesse de l'écoulement est plus grande que celle de dépôt, le granulat continue vers l'aval. Comme il y a toujours des diamètres différents dans le flot, les plus gros se déposent (décantation) tout en pouvant continuer à descendre par des mécanismes comme la saltation (collisions particules-paroi), roulant et glissant, dont les traces sont souvent conservées dans les rochers solides, et peuvent être utilisées pour estimer la vitesse du courant.
- Le ruissellement est le type d'érosion le plus fréquent sur terre. Il peut être concentré (torrents, oueds) ou diffus (films d'eau issus de la fonte des neiges, érosion littorale).
- L'érosion fluviatile est produite par des cours d'eau[8]. Elle peut être une érosion régressive.
- Hydroclastie : alternance humectation-dessiccation.
- Effet splash : impact des gouttes d’eau sur le sol[9].
- L'érosion fluvioglaciaire : la glace exerce une forte pression sur elle-même qui la rend fluide et donc érosive avec des cailloux.

#### Érosion par le vent

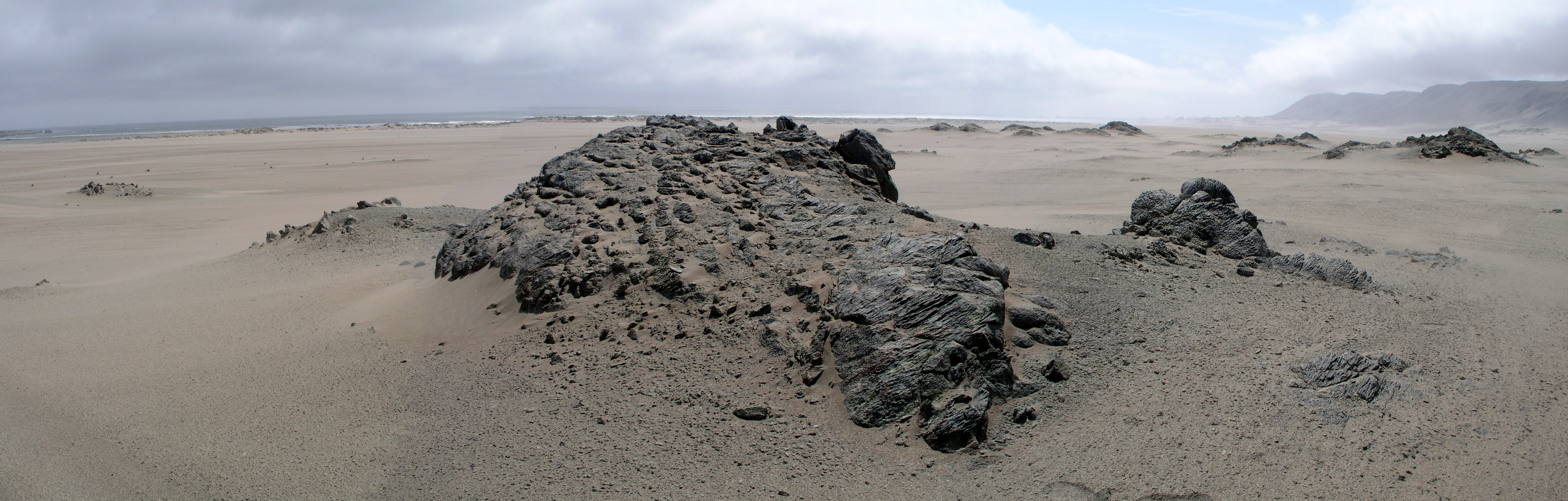
Déflation dans les récifs de granodiorite près de la plage de Punta Lomitas, désert d'Ica, Pérou.

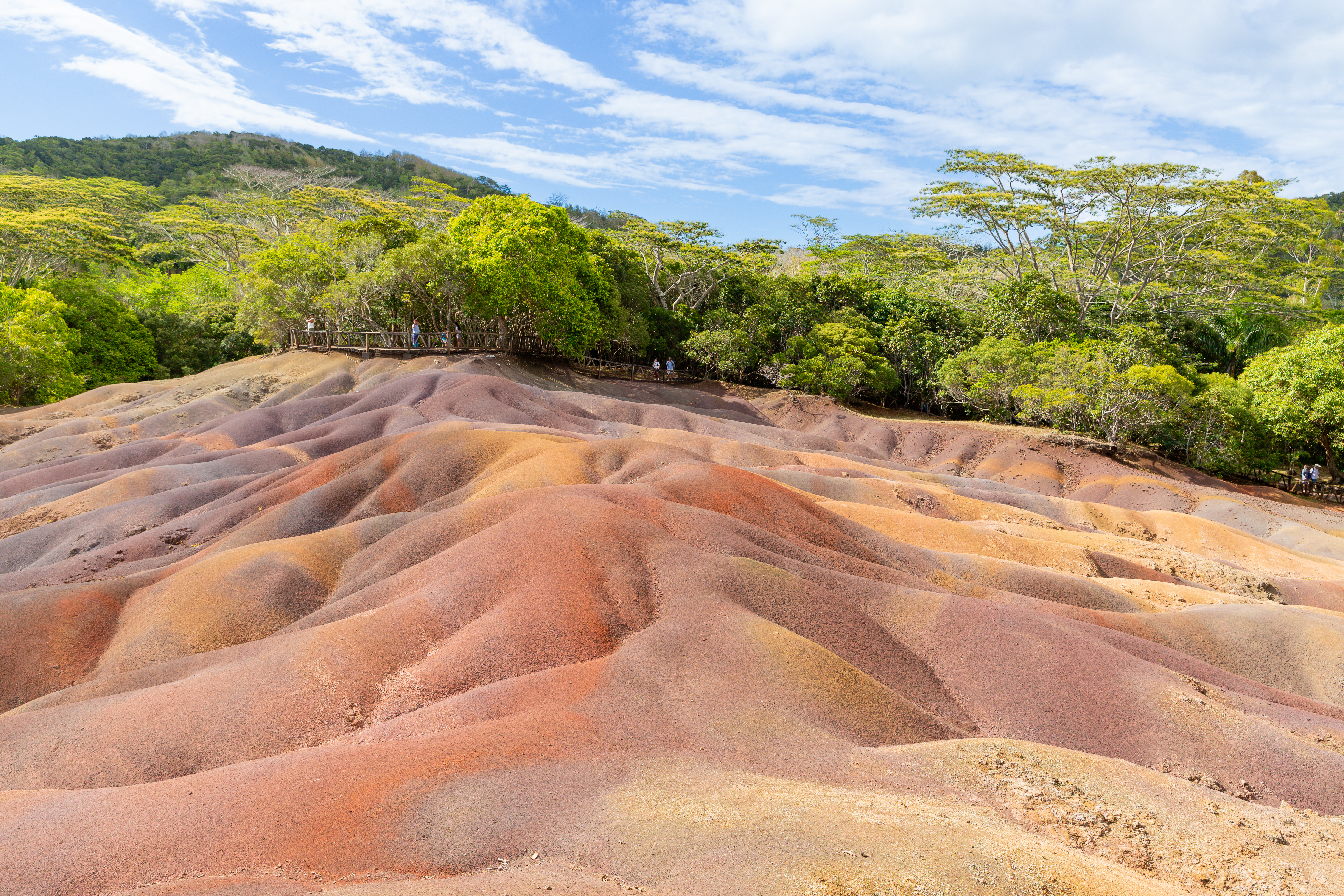
Phénomène d'érosion éolienne et hydrique sur sol dévégétalisé, île Maurice.

L'érosion éolienne attaque les roches en enlevant des particules, abrasion ou en polissant la surface. Elle est d'autant plus efficace que les obstacles sont inexistants et que le vent est puissant, régulier et chargé de poussières.
Elle conduit à une dégradation environnementale sévère par l’appauvrissement des sols et le déplacement de volumes élevés de particules par le vent. L’érosion éolienne est le principal facteur physique d’épuisement des terres agricoles et, par l’ensablement, constitue une des gênes majeures dans les aires urbaines et oasiennes des écosystèmes secs.

#### Érosion liée aux écarts de température
Dans les régions de forte amplitude thermique (climat continental, polaire, déserts, haute montagne, etc), les chocs thermiques répétés par la succession des cycles jour/nuit, fend puis fait éclater certaines roches, à différentes échelles micro et/ou macroscopique ; c'est la thermoclastie.
L'érosion liée à la température fait également intervenir l'eau comme agent d'érosion en présence de roches poreuses et/ou de fissures qui éclatent en cas de gel. La cryoclastie est un exemple d'érosion par thermoclastie : la roche éclate à cause de l'alternance gel-dégel de l'eau qui s’infiltre, lorsque l'eau gèle, elle occupe plus de volume et exerce une force capable de faire exploser une roche. Les morceaux libérés par le gel sont appelés gélifracts. Le cycle gel/dégel est saisonnier (en Sibérie par exemple) ou quotidien en haute montagne.
Ce sont les processus de la gélifraction ou gélivation. En montagne, la cryoclastie produit des phénomènes de chute de bloc(s) ou parfois, collectivement, des éboulements, qui peuvent former des éboulis en pied de pente.

#### Érosion liée à la glace
Les mouvements des glaciers, principalement gravitaires provoquent d'importantes contraintes sur le substratum rocheux essentiellement causées par les blocs de roches prisonniers dans la base de la tranche de glace, contraint d'avancer avec l'écoulement du glacier. Ces blocs "grattent" donc le substrat rocheux de la vallée, lissant les reliefs et creusant des stries glaciaires et à long terme générant les morphologies des vallées glaciaires. Lors de périodes de déglaciation, des blocs de glace auparavant fixes sur le plancher océanique peuvent se déplacer avec les courants de marées et géostrophiques, imprimant sur le plancher océanique des spirale d'iceberg.

### Érosion chimique
La décomposition chimique des roches donne naissance à des modelés de désagrégation.
Un processus important est la dissolution, en particulier des calcaires par la pluie plus ou moins acide, on parle alors de karst.
La dissolution est une forme de météorisation qui affecte essentiellement les massifs calcaires. Elle donne lieu à des paysages de karst. L'eau, chargée en acides organiques et en dioxyde de carbone, s'infiltre par les fissures et modèle les roches carbonatées ; elle constitue un « complexe d'altération ». Elle libère les éléments chimiques de la roche sous forme d'ions dissous dans l'eau. En effet, contrairement au grès siliceux, les calcaires sont particulièrement vulnérables à la dissolution. Aussi, d'autres roches et minéraux sont solubles :
- - la silice, relativement peu soluble
  - les carbonates, d'autant plus soluble que l'eau est acide
  - le gypse, d'autant plus soluble que l'eau est chaude
  - les sulfates
  - les chlorures de sodium et de potassium (solubilité extrêmement importante)
- L'altération chimique modifie les minéraux des roches : hydratation, oxydation, oxydo-réduction, hydrolyse.
- Dans la zone intertropicale, l'altération des roches feldspathiques par lessivage permet la formation de latérites, roches rouges ou brunes constituées d'hydroxydes d'aluminium et de fer et qui forment une véritable cuirasse à la surface des plateaux des régions chaudes et humides.
- L'hydrolyse est le processus de rupture des liaisons chimiques des minéraux. Elle donne naissance à des oxydes tels que la limonite, ou des argiles et finit par former un sol.

### Érosion causée par les êtres vivants
- Biométéorisation
- Microorganismes
- Mollusques perforateurs, pholades par exemple
- Végétaux peuvent concourir à l'érosion par leurs racines par exemple
- Érosion anthropique (par l'humain) : déforestation, labours (érosion aratoire), urbanisations

### Phénomènes exceptionnels et brutaux
- Avalanche
- Glissement de terrain
- Séisme
- Phénomènes volcaniques
- Lahar, Jökulhlaup

## Transport

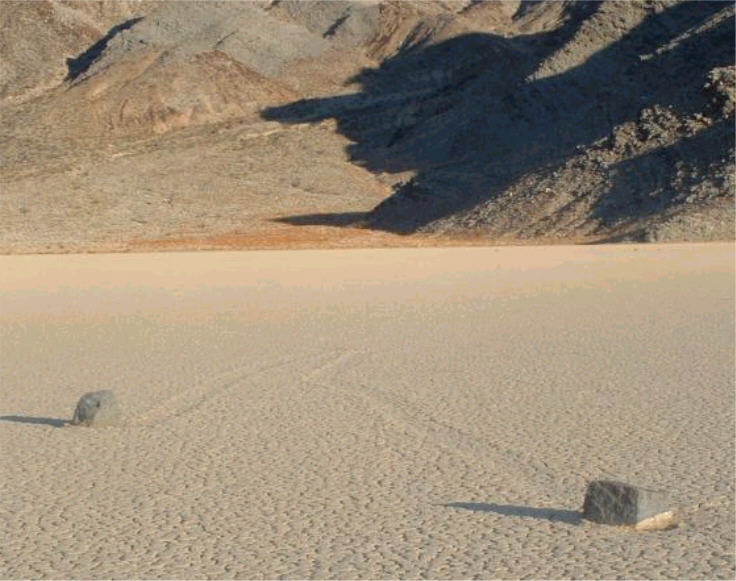
Déplacement d'un rocher, vallée de la Mort, États-Unis.

Le transport des matériaux issus de la désagrégation de la roche s'effectue soit sous forme dissoute dans la circulation des eaux continentales, soit sous forme solide. Dans ce dernier cas, il peut s'agir de processus gravitaires agissant à faible distance par des processus gravitaires ou de transport à plus longue distance quand les matériaux sont pris en charge par un agent de transport : glacier, eau, vent. Les matériaux transportés peuvent éventuellement être stockés, créant des accumulations sédimentaires, avant d'être de nouveau mis en mouvement. À long terme, ils aboutissent dans les mers et les océans.
La terminologie pour les différents types de sable est
- sable de plage Émoussé luisant (EL)
- sable fluratif Non usé (NU)
- sable désertif Rond mat(RM).

La masse de matériaux transportés sous forme dissoute par les eaux continentales est importante. C'est le processus essentiel des régions karstiques.
De multiples processus gravitaires (éboulement, avalanche, reptation, ruissellement, solifluxion) nourrissent un manteau d'altération à proximité immédiate de la zone source. Sur les versants ou à leur base, on trouve des cônes de déjection, des cônes d'éboulis ou des talus d'éboulis.
Les glaciers transportent des matériaux de toute taille (blocs erratiques, moraines, sables).
À long terme, la sédimentation des débris donne naissance à des roches détritiques. Le vent constitue un formidable agent de transport, en particulier dans les régions désertiques. Le vent peut aussi transporter des graviers et du sable (par saltation) et des limons (par suspension) à partir de zones de déflation. Ils emportent et déposent les lœss parfois à des milliers de kilomètres de leur lieu d'origine.
Dans les régions anthropisées, l'érosion des sols augmente dans les bassins versants, mais les barrages artificiels peuvent aussi bloquer le transit sédimentaire normal jusqu'en mer.

## Modèles
L'érosion use le matériel rocheux et façonne des formes très diverses.

### Formes en creux

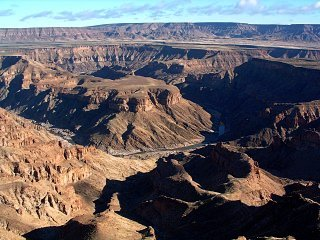
Canyon de la Fish River, Namibie.

L'érosion peut creuser la roche et donner naissance à des modelés de dissection :
- gorge, canyon ;
- vallée et cirque glaciaire ;
- gouffre, caverne, grotte ;
- arche ;
- Lavaka (gorge d'érosion) à Madagascar.lavaka ;
- calanque, fjord ;
- ravine ;

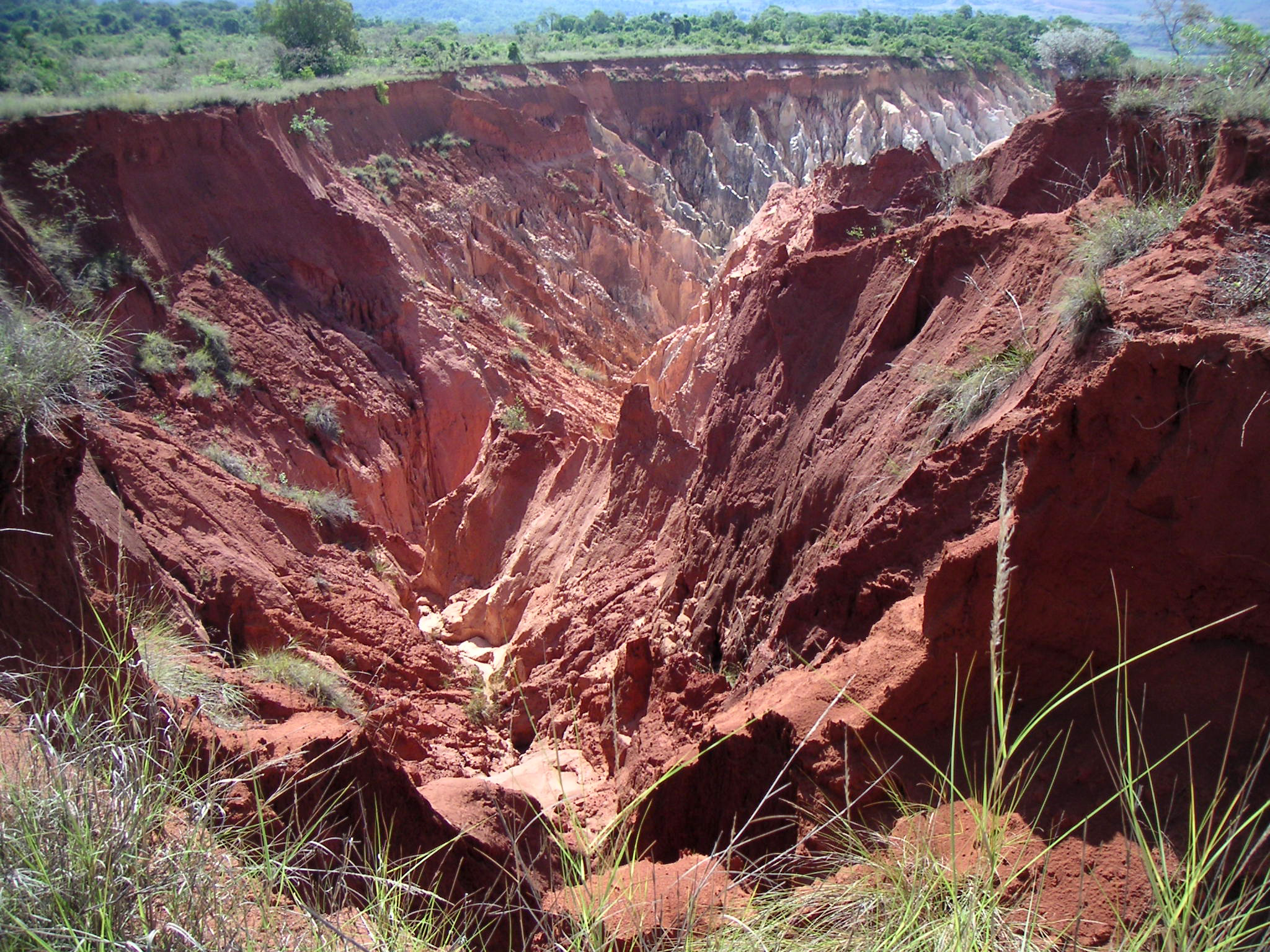
Lavaka (gorge d'érosion) à Madagascar.

- ligne des cataractes ou encore ligne des chutes
- etc.

Le ravinement affecte les paysages nommés badlands. Les précipitations, en coulant sur les pentes constituées de matériaux meubles (argile, sédiments), creusent des rigoles et des sillons.

### Autres formes

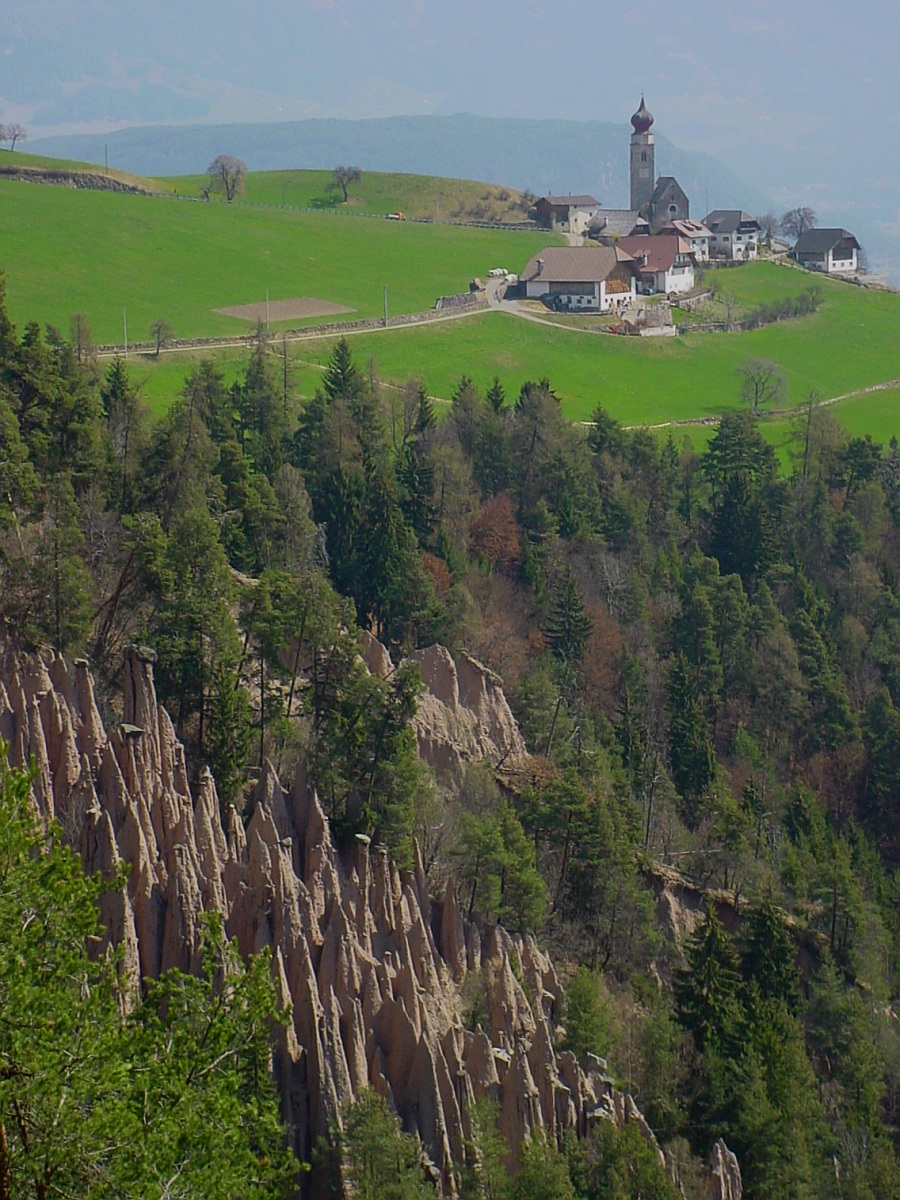
Cheminées de fées, Renon/Ritten ; Trentin-Haut-Adige / Tyrol méridional, Italie.

L'érosion peut donner naissance à des modelés d'accumulation.
- Karst à tourelles
- Inselberg
- Pinacles
- Chaos de boules granitiques (Bretagne, Massif central) ou de blocs de grès (forêt de Fontainebleau)
- Pain de sucre Rio de Janeiro
- Cheminée : cheminées de fées (Hautes-Alpes), Demoiselles coiffées (Turquie)

### Littoral

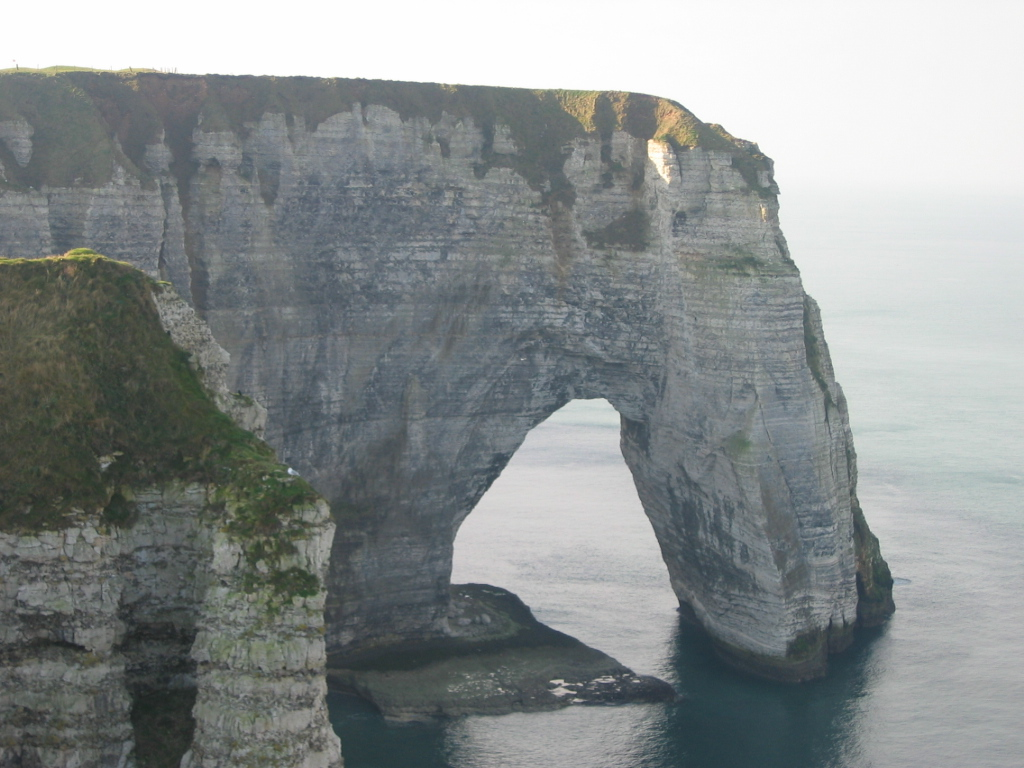
Un produit de l'érosion du littoral : l'arche naturelle de la Manneporte, Étretat, Seine-Maritime, France.

Le recul et la transformation des littoraux dépendent de très nombreux facteurs :
- la configuration de la côte ;
- la nature de la roche ;
- la force et l'orientation des courants, des vagues, de la dérive littorale et de la houle ;
- la présence de galets ;
- l'anthropisation.

On peut donc avoir plusieurs cas de figure :
- littoral à falaise différent selon les roches ;
- les calanques appartiennent au relief karstique ;
- les rias, abers et fjords ;
- les marais, deltas, estuaires ;
- les dunes.

### Érosion des sols agricoles

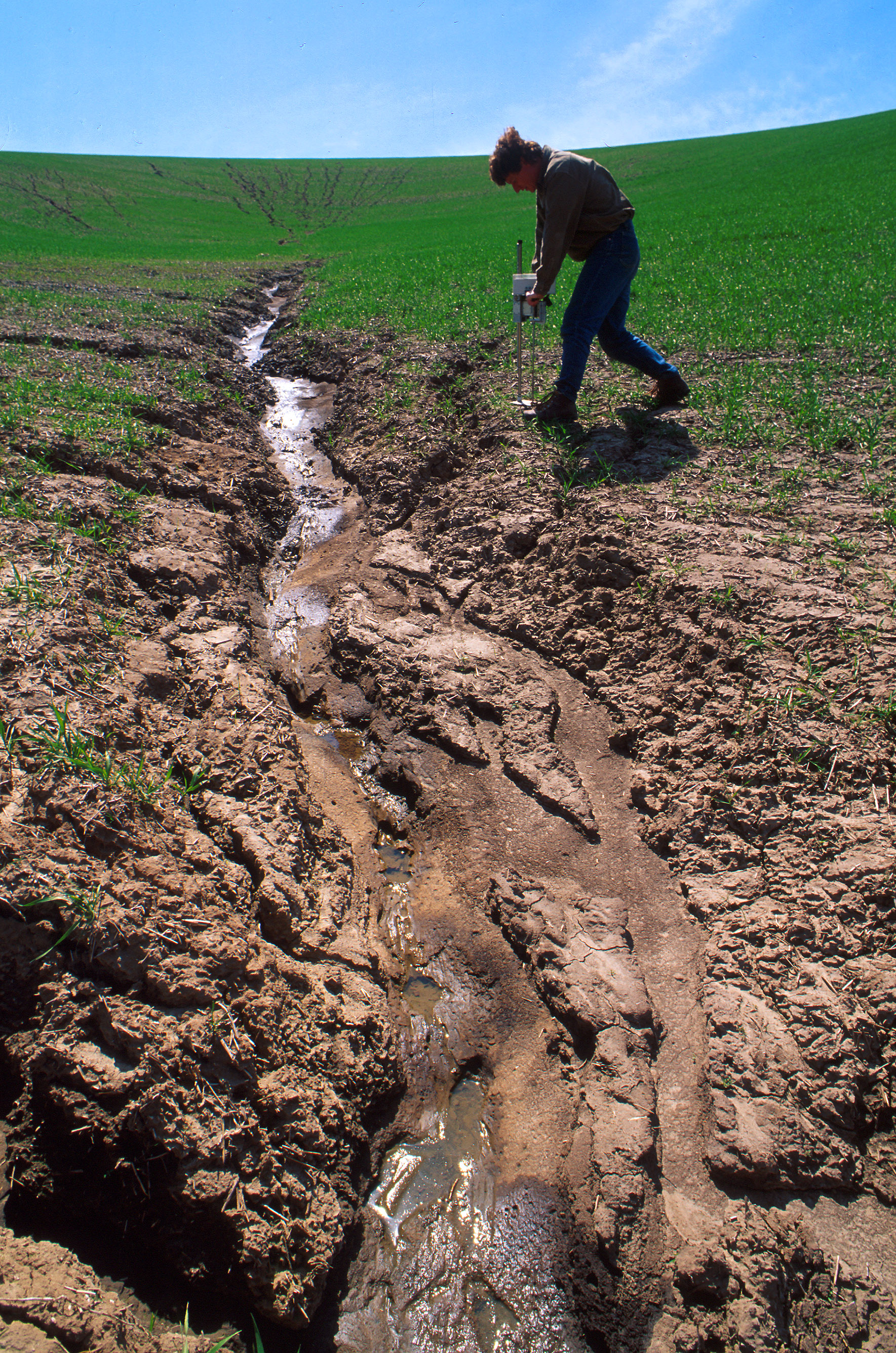
Érosion des sols, État de Washington, États-Unis.

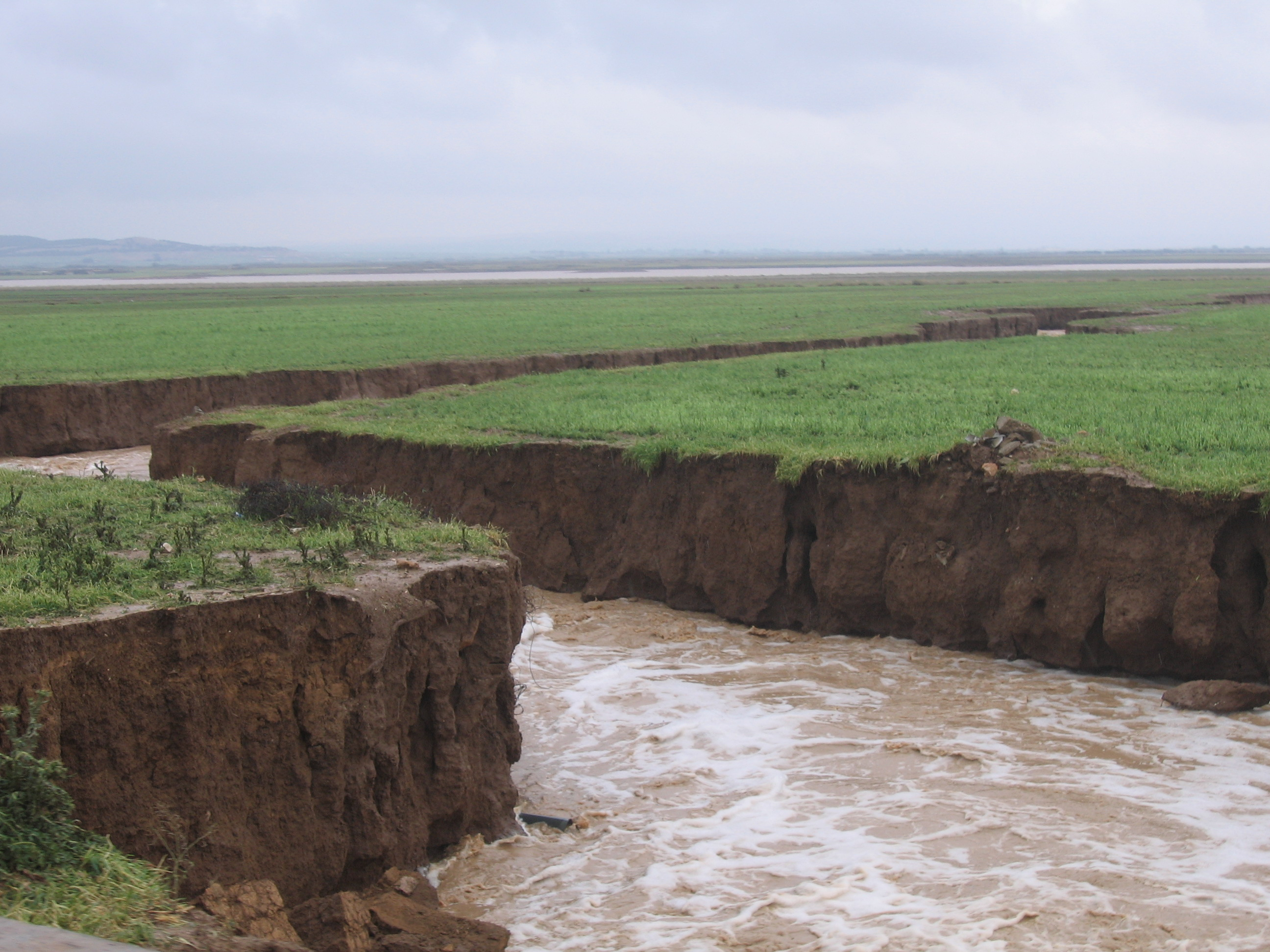
Oued en crue en zone de culture (Algérie).

L’érosion des sols agricoles produit des croûtes (gypseuses ou calcaires), des cuirasses ferrugineuses et latéritiques. Cette érosion est due en grande partie à l'action de l'humain :
- les défrichements ;
- les méthodes agricoles intensives, la monoculture, la culture en rang espacés, la mécanisation, le labour, le sol nu en période hivernale, le défrichage, les sillons dans le sens de la pente, etc ;
- les aménagements routiers et urbains augmentent les surfaces de ruissellement ;
- le surpâturage : dans les pays du Sahel, la désertification est la conséquence du surpâturage ;
- le remembrement des années 1960, en France, a abouti à l'augmentation de la taille des parcelles et corrélativement à la suppression des haies, des talus et des fossés. Les surfaces en cultures de printemps, encouragées par les subventions, augmentent (tournesol, maïs, betterave) et laissent la terre à nu en hiver. Les terrains pentus sont progressivement colonisés par la vigne. Enfin, la destruction des plantes adventices par les herbicides laisse le sol à nu entre les plants cultivés.
- les zones détruites par les incendies sont particulièrement exposées à l'érosion.